# Munna macquariensis
Munna macquariensis är en kräftdjursart som beskrevs av Hale 1937. Munna macquariensis ingår i släktet Munna och familjen Munnidae. Inga underarter finns listade i Catalogue of Life.